# El nen 44
|  | Per a altres significats, vegeu «El nen 44 (pel·lícula)». |

El nen 44 (títol original en anglès: Child 44) és una novel·la de suspens de 2008, escrita en anglès per Tom Rob Smith. Aquesta és la primera novel·la d'una trilogia amb l'exagent de l'MGB Leo Demidov, que investiga una sèrie d'assassinats horripilants a nens de la Unió Soviètica de Stalin. L'obra s'ha traduït al català i es va publicar el 2008 per edicions La Magrana.

## Tema
Aquesta novel·la, la primera d'una trilogia, s'inspira en els crims d'Andrei Romànovitx Txikatilo, també conegut com «l'Estripador de Rostov», «el Carnisser de Rostov» i «l'Estripador roig». Txikatilo va ser condemnat i executat per cometre 52 assassinats a la Unió Soviètica, tot i que els seus crims van ocórrer després de l'era de Stalin. A més de destacar el problema de la criminalitat de l'era soviètica en un estat on «no hi ha crim», la novel·la explora la paranoia de l'època, el sistema educatiu, l'aparell de la policia secreta, els orfenats, l'homosexualitat a l'URSS i els hospitals psiquiàtrics.
El segon i tercer llibre de la trilogia, titulats The Secret Speech (abril de 2009) i Agent 6 (juliol de 2011), respectivament, també inclouen el protagonista Leo Demidov i la seva dona, Raisa.

## Premis
La novel·la ha estat traduïda a trenta-sis idiomes. A més, va ser nominada a disset premis internacionals i en va guanyar set.
El 2008, va ser seleccionat per a la llarga llista pel Premi Booker, nominat al Costa First Novel Award 2008 (antiga Whitbread), i va rebre el premi CWA Ian Fleming Steel Dagger al millor thriller de l'any de la Crime Writers' Association. També va ser finalista del Premi Desmond Elliott per a una primera novel·la de 2008, i Smith va ser guardonat amb el Premi Galaxy Book 2008 al millor escriptor novell. El juliol de 2009, va guanyar el premi Waverton Good Read a la primera novel·la i el Galaxy Book Award a la millor novel·la. El gener de 2011, Richard Madeley i Judy Finnegan el van enumerar al seu Club de lectura com un dels 100 llibres de la dècada.

## Recepció
El The New York Times va qualificar l'obra d'una «història d'alt voltatge», «tretament teixida» i «enginyosament tramada». El Sunday Telegraph la va elogiar com un «debut memorable»: «l'atmosfera de paranoia i de por paralitzant està retratada de manera brillant i incansablement trista». Kirkus Reviews li va donar una ressenya destacada, la va titllar d'«esclatant» i va destacar que «el ritme i l'atmosfera esgarrifosos camuflen casualitats salvatges». En una ressenya a l'Observer, Peter Guttridge la va elogiar com una «peça de ficció intensa i emocionant».
Un altre crític del The New York Times la va qualificar amb «un procediment policial adequat», i una crítica de l'edició de butxaca al The Guardian va dir que «la història és emocionant, però els personatges i els diàlegs estan poc desenvolupats, i la prosa estudiadament insípida». Aquesta visió es va reflectir en una altra ressenya per a The Guardian, d'Angus Macqueen, que va afirmar que, tot i que «aquesta és una història detectivesca convincent», «el desig que la trama abasti tots els elements de la història soviètica finalment anul·la qualsevol sentit de serietat artística». Macqueen va afirmar que la novel·la «segueix sent un autèntic èxit» i que ofereix «tots els plaers d'una lectura brillant a l'aeroport».

## Adaptació cinematogràfica
L'abril de 2007 es va anunciar que Ridley Scott havia optat pels drets de la pel·lícula. Fox 2000 va comprar el projecte i el 2009 es va anunciar una pel·lícula basada en la novel·la, amb Scott originalment vinculat com a director i productor. Finalment, la pel·lícula El nen 44 va ser produïda l'any 2015 per Scott i Michael Costigan, dirigida per Daniel Espinosa i protagonitzada per Gary Oldman, Tom Hardy, Noomi Rapace, Charles Dance i Joel Kinnaman.